# Tractat de Fontainebleau (1814)
|  | Per a altres significats, vegeu «Tractat de Fontainebleau». |

El Tractat de Fontainebleau es va signar l'11 d'abril del 1814 entre Napoleó Bonaparte i els aliats Imperi Austríac, Hongria, Imperi Rus i Regne de Prússia al Palau de Fontainebleau, en un dels punts finals de la Sisena Coalició. Estipulava l'abdicació de Napoleó i el seu exili cap a l'illa d'Elba. Com que el Regne Unit no havia mai reconegut el Primer Imperi Francès, només va signar les parts del tractat que referien a la sort de Napoleó i de sa família.
El text fou ratificat per Napoleó dos dies després.

## Condicions
Les principals condicions del tractat eren:
- Napoleó i els seus hereus renuncien per sempre dels drets a la corona del Primer Imperi Francès i del Regne d'Itàlia. Mai més no podran accedir a qualsevol poder polític a França;
- Napoleó i sa esposa Maria Lluïsa d'Àustria mantenen el títol d'emperador i d'emperadriu; ella el de duquessa dels ducats italians de Parma, Piacenza i Guastalla;
- El seu fill és hereu del ducat de Parma i obté el títol de Príncep de Parma;
- França pagarà una pensió a la mare i als fills;
- A l'illa d'Elba, Napoleó pot mantenir una guarda personal de màxim 400 soldats.